# Triều An
Triều An (chữ Hán giản thể: 潮安区) là một quận thuộc địa cấp thị Triều Châu, tỉnh Quảng Đông, Cộng hòa Nhân dân Trung Hoa. Thời cổ tên là huyện Hải Dương. Quận này có diện tích 1232 ki-lô-mét vuông, dân số 1,18 triệu người. Mã số bưu chính là 515638. Chính quyền quận đóng ở trấn Am Phụ. 

## Hành chính
Triều An được chia thành 16 đơn vị hành chính cấp hương, toàn bộ các đơn vị này đều là các trấn. Ngoài ra quận này còn quản lí 4 đơn vị ngang cấp hương khác.
- Trấn: Cổ Hạng (古巷镇), Đăng Đường (登塘镇), Phượng Đường (凤塘镇), Phù Dương (浮洋镇), Long Hồ (龙湖镇), Kim Thạch (金石镇), Sa Khê (沙溪镇), Thái Đường (彩塘镇), Đông Phượng (东凤镇), Am Phụ (庵埠镇), Giang Đông (江东镇), Quy Hồ (归湖镇), Văn Từ (文祠镇), Phượng Hoàng (凤凰镇), Xích Phượng (赤凤镇), Phong Khê (枫溪镇)

Đơn vị ngang cấp hương khác
- Lâm trường Vạn Phong (万峰林场)
- Khu vườn ươm Đại Khanh (大坑苗圃场)
- Nông trường Đông Sơn Hồ (东山湖农场)
- Khu thí nghiệm khai phát kinh tế Am Phụ (庵埠经济开发试验区)